# Rio Uruçuí-Preto
O rio Uruçuí-Preto é um curso de água que banha o estado do Piauí, no Brasil. Também chamado Uruçuí-açu, nasce nos limites de Santa Filomena com Gilbués, entre a serra do Riachuelo, que fica ao sul, a do Caracol, a leste, e a das Guaribas, a oeste. Suas nascentes, no local denominado São Félix, são oriundas da junção de dois grandes ribeirões, estão a 550 metros de altitude. Tem curso de 300 km. Banha os municípios de Santa Filomena, Gilbués, Bom Jesus, Baixa Grande do Ribeiro, Palmeira do Piauí e Uruçuí. Desemboca a 12 km acima da cidade de Uruçuí.